# Santa Eulália (Elvas)
Santa Eulália é uma povoação portuguesa sede da Freguesia de Santa Eulália do Município de Elvas, freguesia com 98,52 km² de área e 1028 habitantes (censo de 2021), tendo, por isso, uma densidade populacional de 10,4 hab./km².

## História
Deve o seu nome ao facto de a sua primeira ermida ter por padroeira Santa Eulália. A região onde assenta o território desta freguesia foi habitada por Povos Pré-históricos. Abundam em volta de Santa Eulália os monumentos megalíticos, alguns dos quais estudados pelo conhecido Emílio Cartailhac. Os romanos também por aqui andaram. Em diversos locais apareceram restos de telha e de cerâmica romana, além de algumas sepulturas cavadas na rocha. Não se sabe muito sobre os princípios nacionais da freguesia. O Cónego Aires Varela refere numa obra do século XVII, o que da tradição constava: a aldeia teria sido fundada por um lavrador de nome Falcato, à volta de cujas herdades se foram juntando outras, dos seus descendentes e de alguns forasteiros aqui estabelecidos. Teriam fundado uma igreja, talvez nos fins do século XIV, princípios do seguinte. Ao proceder-se se a uma reparação na igreja matriz, encontrou-se uma inscrição que dizia: “Esta obra mandou fazer Martim Eanes Guedelha no ano de 1423 e Garcia Gil a fez”. Ao certo, sabe-se que a Freguesia já existia em 1429, como consta de documentos do Arquivo Municipal. Em documentos de 1455 e 1457, da Igreja de S. Pedro de Elvas, vem citada com o nome de “Santa Olalha”, forma corrente de Santa Eulália. De 1440 conhece-se-se um documento referente à Herdade de Almeida, dizendo que a mesma foi coutada por D. Afonso V a Álvaro Almeida, de Elvas, o que foi confirmado por D. João II. Existe numerosa documentação sobre as herdades desta freguesia, pelo que algumas das quais têm interesse histórico.
Santa Eulália, pela sua posição fronteiriça, foi terra fortificada. Durante as guerras da Restauração, a freguesia sofreu depredações várias, especialmente depois de 1656. Em 1801, as tropas do general Solano ocuparam a povoação. Beresford teve o seu quartel em Santa Eulália de 21 de Junho a 17 de Julho de 1811.
Povoação labiríntica bem alentejana, Santa Eulália apresenta algumas casas de porte senhorial, com dois pisos e janelas de sacada com trabalho de ferro forjado, deixando adivinhar a nobreza do seu passado. Santa Eulália tem uma antiga praça de touros e um belo jardim com esplanada.
E tem a seus pés a água da Albufeira da Barragem do Caia, onde se pode pescar ou praticar desportos náuticos.

## Geografia
A freguesia de Santa Eulália está integrada no município de Elvas e no distrito de Portalegre, no Alentejo. Tem bons acessos à localidade pela N246 e N243, tendo também acesso a uma autoestrada a cerca de 15 km da freguesia.
Santa Eulália situa-se no extremo norte do concelho de Elvas. É delimitada a sul pelas freguesias de Barbacena, São Vicente e Ventosa, a Norte Monforte e Arronches e oeste Campo Maior. Encontra-se a 7 km de São Vicente e Ventosa, 17 km de Elvas, 9 km de Barbacena, 16 km de Monforte, 18 km de Arronches, 17 km de Campo Maior, 45 km de Portalegre, 28 km de Badajoz e 230 km de Lisboa.
Clima
Os verões apresentam temperaturas bastante elevadas, chegando facilmente a atingir os 45 °C (máximos registados 50 °C em Julho de 2006) e os Invernos são muito frios e frenquentes geadas (muitas vezes atingem temperaturas negativas durante as noites e quedas de granizo), o que determina uma amplitude de variação térmica anual de cerca de 20 °C.

## Demografia
A população registada nos censos foi:
| Distribuição da População por Grupos Etários | Distribuição da População por Grupos Etários | Distribuição da População por Grupos Etários | Distribuição da População por Grupos Etários | Distribuição da População por Grupos Etários |
| -------------------------------------------- | -------------------------------------------- | -------------------------------------------- | -------------------------------------------- | -------------------------------------------- |
| Ano                                          | 0-14 Anos                                    | 15-24 Anos                                   | 25-64 Anos                                   | > 65 Anos                                    |
| 2001                                         | 159                                          | 152                                          | 649                                          | 374                                          |
| 2011                                         | 142                                          | 122                                          | 590                                          | 344                                          |
| 2021                                         | 118                                          | 91                                           | 507                                          | 312                                          |

## Educação e serviço social
- EB1 e Jardim de Infância de Santa Eulália
- Centro Infantil de Santa Eulália
- Lar Dr. Manuel Pinheiro

## Património
- Igreja Matriz de Santa Eulália
- Igreja de São João
- Praça de Touros
- Fonte
- Repuxo
- Chafariz

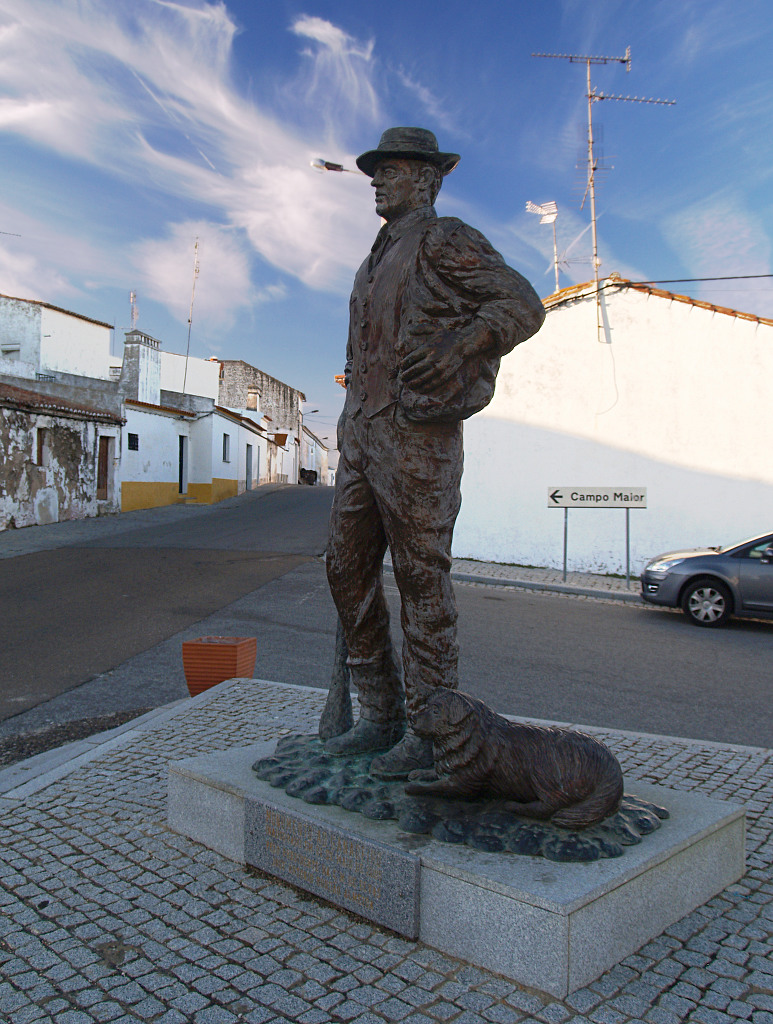
Estátua do ganadeiro

- Nicho do Monumento do Imaculado Coração de Maria

Estátuas
- Estátua do ganadeiro
- Capitão Manuel
- José da Silva Picão

## Feiras e festas
- 10 de junho, feira anual da aldeia
- Em agosto, decorrem as festas em Honra da Padroeira (4 dias, apanhando sempre um fim de semana)